# Ischioscia hirsuta
Ischioscia hirsuta är en kräftdjursart som beskrevs av Klaus Ulrich Leistikow 200. Ischioscia hirsuta ingår i släktet Ischioscia och familjen Philosciidae. Inga underarter finns listade i Catalogue of Life.